# Shūhei Kawasaki
Shūhei Kawasaki (jap. 川﨑 修平, Kawasaki Shūhei; * 28. April 2001 in Kishiwada, Präfektur Osaka) ist ein japanischer Fußballspieler.

## Karriere
Shūhei Kawasaki erlernte das Fußballspielen in der Jugendmannschaft von Gamba Osaka. Hier unterschrieb er auch seinen ersten Profivertrag. Der Verein aus Suita, einer Stadt in der nördlichen Präfektur Osaka, spielte in der höchsten japanischen Liga, der J1 League. In Suita kann er auch in der U23-Mannschaft eingesetzt werden. Die U23 spielte in der dritten Liga, der J3 League. Hier bestritt er 40 Drittligaspiele. Anschließend spielte er 18-mal in der ersten Liga. Im August 2021 ging er nach Europa, wo er sich in Portugal dem Erstligisten Portimonense SC aus Portimão anschloss. Im Januar 2023 wurde er an den japanischen Erstligisten Vissel Kōbe ausgeliehen. Am Ende der Saison 2023 feierte er mit dem Verein aus Kōbe die japanische Meisterschaft.

## Erfolge
Vissel Kōbe
- Japanischer Meister: 2023